# Římskokatolická farnost Loděnice u Moravského Krumlova
Římskokatolická farnost Loděnice u Moravského Krumlova je územní společenství římských katolíků s farním kostelem svaté Markéty v obci Loděnice. Do farnosti spadají také obce Jezeřany-Maršovice a Šumice.

## Historie farnosti
Loděnický kostel je poprvé připomínán v roce 1220, pozůstatky této stavby se však nedochovaly, neboť byl zcela nahrazen současným gotickým kostelem.

## Duchovní správci
Farářem byl od 1. srpna 1997 do července 2015 R. D. Mgr. Jiří Hének. Toho od 1. srpna 2015 vystřídal jako farář R. D. Mgr. Vít Rozkydal. 1. října 2023 se stal farářem R. D. Mgr. Petr Bartoněk.

## Bohoslužby
| Kostel                | Místo    | Bohoslužba (den) | Hodina                          | Poznámka        |
| --------------------- | -------- | ---------------- | ------------------------------- | --------------- |
| sv. Markéty           | Loděnice | neděle           | 10.30                           | farní kostel    |
| sv. Cyrila a Metoděje | Jezeřany | neděle pátek     | 9.15 18.00 (zima)/19.00 (léto). | filiální kostel |

## Aktivity farnosti
Dnem vzájemných modliteb farností za bohoslovce a bohoslovců za farnosti brněnské diecéze je 20. červen. Adorační den připadá na nejbližší neděli po 19. srpnu.
Ve farnosti se pravidelně koná tříkrálová sbírka. V roce 2016 se při ní vybralo v Loděnicích 12 946 korun.